# Eva Ekeblad
Eva Ekeblad (Estocolmo, 10 de julho de 1724 – Lidköping, 15 de maio de 1786) foi uma agrónoma, cientista e condessa sueca. 
Sua maior descoberta foi a extração de álcool e a possibilidade de se fazer farinha a partir de batatas (1746). Foi a primeira mulher membro da Academia Real das Ciências da Suécia. Foi preciso esperar até 1970 até que a próxima mulher fosse eleita para a Academia.

## Biografia
Eva De la Gardie nasceu na propriedade do conde Magnus Julius De la Gardie (1668–1741), general e estadista sueco, em 1724. Sua mãe era Hedvig Catharina Lilje, socialite envolvida em várias camadas da política sueca. Eva era irmã do capitão Carl Julius De la Gardie e de Hedvig Catharina De la Gardie, muito ativa na política e na nobreza. Era tia de Hans Axel von Fersen, nobre e militar sueco, célebre por sua profunda amizade com a rainha de França, Maria Antonieta.
Em 1740, Eva casou-se aos 16 anos com o conde Claes Claesson Ekeblad, membro da nobreza e da elite política da Suécia, tendo seis filhas e um filho. Devido à ocasião do casamento, seu pai lhe deu propriedades, como o Palácio de Mariedal e o Castelo de Lindholmen, na Gotalândia Ocidental. Seu marido já possuía a propriedade de Stola, bem como a grande residência da família em Estocolmo.
Com a frequente ausência do marido devido aos seus negócios, Eva era a responsável pela administração das propriedades, incluindo a tarefa de supervisionar os oficiais de justiça e presidir às assembleias de condado, das paróquias e das propriedades. Normalmente era descrita como uma mulher intimidadora, temperamental e de grande autoridade. Justa com os camponeses e funcionários das propriedades da família, era contra qualquer tipo de abuso físico contra eles em troca de fidelidade e obediência, mas que não hesitava em agir no caso de injustiças ou conflitos.
Depois da morte do marido em 1771, ela deixou a cidade e foi para o interior. O Palácio de Mariedal e o Castelo de Lindholmen foram seus dotes de casamento, tendo sido o primeiro sua residência pessoal. Seu filho morava em Stola, ficando várias semanas fora devido aos negócios da família.

## Descobertas científicas
Em 1746, Eva escreveu à Academia Real das Ciências da Suécia sobre suas descobertas referentes às batatas. As batatas são originárias da América do Sul e foram introduzidas na Suécia em 1658, mas eram cultivadas em estufas e consumidas apenas pela aristocracia e pela realeza. O trabalho de Eva tornou a batata um alimento básico no país, o que também aumentou a oferta de trigo, centeio e cevada disponível para fazer pão, uma vez que as batatas são ricas em amido e poderiam ser usadas para fazer álcool ao invés dos grãos.
Eva também desenvolveu um método de branqueamento de algodão com sabão em 1751. Ela também substituiu os perigosos agentes químicos dos cosméticos da época, pela flor da batata (1752).
Em 1748, Eva se tornou a primeira mulher eleita para a Academia Real das Ciências da Suécia, mas não há registros de que ela tenha participado dos eventos e reuniões da mesma. Em 1751, a academia lhe ofereceu uma membresia honorária ou invés de completa, algo destinado apenas para homens.

## Últimos anos
Eva morou em Estocolmo por dois anos, onde tinha posição favorecida na corte e foi testemunha do nascimento do futuro rei da Suécia, Gustavo IV, tendo atendido a rainha como dama de companhia. Foi também governanta real do príncipe herdeiro. Porém, devido sua saúde fragilizada, Eva precisou retornar para o interior, ficando vários anos acamada. Seus últimos anos foram no Palácio de Mariedal, onde continuava a receber a aristocracia local, até sua morte em 15 de maio de 1786.